# World Schools Debating Championships
World Schools Debating Championships（略: WSDC）は、年1回行われている、各国の高校レベルのチームが参加する英語のディベート大会である。

## 歴史
1988年8月に、オーストラリア200周年祭の一環として、オーストラリアで初めて開催された。Australian Debating Federationのメンバーは同年1月にシドニー大学で大学生を対象とした大会「World Universities Debating Championship（通称: WUDC）」が開催されたことを知っていましたが、高校生を対象とした同様の大会がないことを認識した。しかし、1981年に大学生のチャンピオンシップが設立されてから急速に発展を遂げたことから、国際的なディベート大会として発展する可能性が示唆されていた。Christopher Erskineは最初の国際的な大会を引き受け、「Bicentennial International School Students Debating Championships」として開催した。第一回大会ではオーストラリア、カナダ、イングランド、香港、ニュージーランド、アメリカの6つのチームが参加し、各チームはオーストラリアの各都市に飛んで最初のディベートを行い、大会2週目にキャンベラに集まり、最終的にグランドファイナルでオーストラリアを破り、カナダが優勝した。
1988年の大会での成功を受けて、カナダは2年後の1990年に2回目となる大会の開催を申し出た。この時の大会は「World Debating Championships」と呼ばれ、1990年の大会では7チームが参加し、初参加となるスコットランドが優勝を果たしている。
1991年にはエディンバラで大会が開かれ、イベント名は現在も用いられている「World Schools Debating Championships」に変更された。それ以来、大会の規模は急速に拡大した。
World Schools Debating Championshipsでは、各国・地域は1チームのエントリーを行うことが可能となっている。FIFAワールドカップなどの国際大会と同様に、イギリス内の国は単独で参加することができ、バミューダ諸島などの属領などの特別地域の参加も可能となっている。
大会の議論は全て英語で行われるため、多くの国にとっては外国語のディベートとなる。しかし、中国とインドはそれぞれ1回ずつ優勝を果たしている他、パキスタンはグランドファイナル（GF）に2回進出し、フィリピン・アルゼンチン・ペルー・ギリシャ・イスラエルなどの国はセミファイナルへの進出を果たしている。
英語圏以外の国では、ディベートが世界共通のものであることを示すために、大会期間中に母国語でのデモンストレーションディベートが行われることが多い。2003年のリマ大会ではアルゼンチンとペルーのチームがペルー共和国議会内でスペイン語のデモンストレーションディベートをワールドスクール方式で行っている。

## 形式
World Schools Debating Championshipsでは、「World Schools Style debate」という特別なディベート形式が採用されており、これは大会のニーズに合わせてBritish Parliamentary（BP）とAustrals Formatを融合させて作られた形式である。各試合は3人のメンバーから成る2つのチームと、8つのスピーチで構成される。賛成側と反対側のそれぞれのチームは8分間のスピーチを3回行い、最後に両チームが4分間のリプライを行う。また、8分間のスピーチの中では「Point of Information（POI）」と呼ばれる質問を相手チームは1分から7分の間に行うことができ、スピーカーはこれを拒否することもできるものの、スピーチ中に1つか2つのPoIを取る必要がある。
元々、妥協案で作られたディベートスタイルで、WSDC以外で使われることはなかったものの、後にオーストラリア・アルゼンチン・バーレーン・バングラデシュ・ドイツ・ギリシャ・インドネシア・イスラエル・リトアニア・ニュージーランドなどを始めとした数多くの国で国内大会に採用されている。
WSDCは通常、10日間にわたって開催され、代表チームは8回の予選ディベートを行うこととなっている。大会内では大会の数週間前にモーション（論題）が発表される事前準備型のディベート（Prepared Debate）が4回と、1時間の準備時間を元にディベートを行う即興型ディベートが4回行われる。8回の予選の後、ベスト16のチームがOctofinalsと呼ばれるノックアウト式のディベートが行われ、最終的にグランドファイナル（GF）が行われる。それぞれのディベートでは3人のジャッジがディベーターのスタイル・内容・戦略について採点を行う。
WSDCと国際大会の「World Individual Debating and Public Speaking Championshipsの違いは、WSDCは参加者個人ではなく、各国のチームの順位付けに重きが置かれていることである。

## World Schools Debating Championshipsの憲章
World Schools Debating Championshipsの憲章では、全ての参加国・地域が如何なる問題に関してもディベートを要求される可能性があること、他の如何なる参加国のチームとのディベートも要求される可能性があること、他の参加国・地域のチームと同様に選手権に参加する権利があることが明記されている。
また、WSDCを通じて、若者のコミュニケーションスキルの教育を奨励するとともに発展させること、毎年、世界学校ディベート選手権を開催することで若者のディベートを優れたものにすること、ディベートを通じて国際理解と言論の自由を促進して、若者が一個人として、そして社会の一員としての十分な成長と、それに必要とされる能力の育成を行うことなどが明記されている。

## 過去の大会
| 年   | チャンピオン     | ランナーズアップ | セミファイナリスト             | 開催地                           |
| 2025 | 未定             | 未定             | 未定                           | パナマシティ、パナマ             |
| 2024 | スコットランド   | ブルガリア       | カタール・ギリシャ             | ベオグラード、セルビア           |
| 2023 | アメリカ         | カナダ           | マレーシア・スコットランド     | ハノイ、ベトナム                 |
| 2022 | 香港             | 中国             | シンガポール・スリランカ       | オンライン大会（オランダ）       |
| 2021 | カナダ           | 香港             | フィリピン・シンガポール       | オンライン大会（マカオ）         |
| 2020 | カナダ           | スリランカ       | アイルランド・シンガポール     | オンライン大会（メキシコ）       |
| 2019 | インド           | カナダ           | 中国・イングランド             | タイ、バンコク                   |
| 2018 | 中国             | インド           | イングランド・シンガポール     | クロアチア、ザグレブ             |
| 2017 | シンガポール     | イングランド     | 南アフリカ共和国・アメリカ     | インドネシア、バリ島             |
| 2016 | イングランド     | カナダ           | オーストラリア・香港           | ドイツ、シュトゥットガルト       |
| 2015 | シンガポール     | カナダ           | オーストラリア・パキスタン     | シンガポール                     |
| 2014 | イングランド     | 南アフリカ共和国 | カナダ・アイルランド           | タイ、バンコク                   |
| 2013 | オーストラリア   | エスワティニ     | アイルランド・シンガポール     | トルコ、アンタルヤ               |
| 2012 | スコットランド   | ウェールズ       | イングランド・フィリピン       | 南アフリカ、ケープタウン         |
| 2011 | シンガポール     | オーストラリア   | アイルランド・スコットランド   | スコットランド、ダンディー       |
| 2010 | カナダ           | イングランド     | シンガポール・ウェールズ       | カタール、ドーハ                 |
| 2009 | ニュージーランド | イングランド     | ギリシャ・シンガポール         | ギリシャ、アテネ                 |
| 2008 | イングランド     | ニュージーランド | ギリシャ・スコットランド       | アメリカ、ワシントンD.C.         |
| 2007 | スコットランド   | シンガポール     | カナダ・イングランド           | 韓国、ソウル                     |
| 2006 | オーストラリア   | アイルランド     | カナダ・シンガポール           | ウェールズ、カーディフ           |
| 2005 | オーストラリア   | イングランド     | アルゼンチン・パキスタン       | カナダ、カルガリー               |
| 2004 | オーストラリア   | 南アフリカ       | イングランド・ギリシャ         | ドイツ、シュトゥットガルト       |
| 2003 | オーストラリア   | シンガポール     | イングランド・スコットランド   | ペルー、リマ                     |
| 2002 | アイルランド     | オーストラリア   | イングランド・スコットランド   | シンガポール                     |
| 2001 | オーストラリア   | スコットランド   | シンガポール・南アフリカ共和国 | 南アフリカ共和国、ヨハネスブルグ |
| 2000 | オーストラリア   | イングランド     | イスラエル・ニュージーランド   | アメリカ、ピッツバーグ           |
| 1999 | スコットランド   | イングランド     | オーストラリア・アメリカ       | イングランド・ロンドン           |
| 1998 | オーストラリア   | スコットランド   | ニュージーランド・ペルー       | イスラエル、エルサレム           |
| 1997 | オーストラリア   | イングランド     | パキスタン・シンガポール       | バミューダ諸島                   |
| 1996 | イングランド     | パキスタン       | スコットランド・シンガポール   | オーストラリア、キャンベラ       |
| 1995 | ニュージーランド | スコットランド   | オーストラリア・イングランド   | ウェールズ、カーディフ           |
| 1994 | アメリカ         | パキスタン       | オーストラリア・スコットランド | ニュージーランド                 |
| 1993 | イングランド     | スコットランド   | オーストラリア・アメリカ       | カナダ、メディシンハット         |
| 1992 | ニュージーランド | スコットランド   |                                | イングランド、ロンドン           |
| 1991 | ニュージーランド | オーストラリア   |                                | スコットランド、エディンバラ     |
| 1990 | スコットランド   | オーストラリア   |                                | カナダ、ウィニペグ               |
| 1989 | 未開催           | 未開催           | 未開催                         | 未開催                           |
| 1988 | カナダ           | オーストラリア   |                                | オーストラリア                   |

### オンライン大会
世界規模のコロナウイルスによるパンデミックにより、2020年の7月から8月にかけて「Online World Schools Debating Championships 2020」という大会が、メキシコシティで予定されていた大会に代わって開催された。全てのディベート試合はAsociación Mexicana de Debateの運営のもとでZoomを通じて行われた。
| 年   | チャンピオン | ランナーズアップ | セミファイナリスト          |
| 2020 | カナダ       | スリランカ       | アイルランド & シンガポール |

## 今後の大会
- 2021年 – マカオで開催される予定。

## 強豪国
| 国・地域         | 優勝 | ランナーズ・アップ |
| オーストラリア   | 9    | 5                  |
| イングランド     | 5    | 7                  |
| スコットランド   | 4    | 5                  |
| ニュージーランド | 4    | 1                  |
| シンガポール     | 3    | 2                  |
| カナダ           | 3    | 3                  |
| インド           | 1    | 1                  |
| アイルランド     | 1    | 1                  |
| 中国             | 1    | 0                  |
| アメリカ         | 1    | 0                  |
| パキスタン       | 0    | 2                  |
| 南アフリカ       | 0    | 2                  |
| スワジランド     | 0    | 1                  |
| スリランカ       | 0    | 1                  |
| ウェールズ       | 0    | 1                  |

### 10年単位
- 2010年代に最も優勝した国・地域 – シンガポール (優勝3回)
- 2000年代に最も優勝した国・地域 – オーストラリア (優勝6回)
- 1990年代に最も優勝した国・地域 – ニュージーランド (優勝3回)

## ESL & EFL 賞
World Schools Debating Championshipsでは、英語を第二言語とする国・地域（English-as-a-Second-Language）から選ばれる「ESL賞」と、英語を外国語とする国・地域に与えられる国・地域（English-as-a-Foreign-Language）から選ばれる「EFL賞」が毎年贈られている。これらの賞は英語が国の公用語として定められていない国・地域から来たチームに開かれている。EFL賞を獲得するためには、英語を母国語としない生徒や、英語で授業を行う学校に通っていない生徒が中心となっているチームでなければならない。ESL賞は、英語を母国語とはしないものの、授業の一環や全てにおいて英語が用いられている学校に通う生徒が中心となっているチームを対象としている。
2005年にEFL賞が創設される前には、非英語圏のチームを対象とした賞は1つしかなかった。また、2005年以前のWSDCのルールでは、チャンピオンシップのセミファイナル（SF）やグランドファイナル（GF）に進出したチームにはESL賞を獲得する資格がなかった。EFL賞導入後は、セミファイナルやグランドファイナルに進出したチームに対してのEFL賞やESL賞の受賞には制限がないように変更されている。

### English-as-a-Second-Language (ESL) 賞 獲得チーム
| 年   | ESL賞獲得チーム |
| 2019 | インド          |
| 2018 | 中国            |
| 2017 | ペルー          |
| 2016 | パキスタン      |
| 2015 | パキスタン      |
| 2014 | ペルー          |
| 2013 | ペルー          |
| 2012 | ギリシャ        |
| 2011 | 大韓民国        |
| 2010 | スロベニア      |
| 2009 | ギリシャ        |
| 2008 | ギリシャ        |
| 2007 | パキスタン      |
| 2006 | パキスタン      |
| 2005 | パキスタン      |
| 2004 | イスラエル      |
| 2003 | イスラエル      |
| 2002 | クウェート      |
| 2001 | パキスタン      |
| 2000 | パキスタン      |
| 1999 | アルゼンチン    |
| 1998 | アルゼンチン    |
| 1997 | イスラエル      |
| 1996 | イスラエル      |

Online World Schools Debating Championships 2020では、スリランカがESL内の最優秀チームに選ばれた。

### English-as-a-Foreign-Language (EFL) 賞 獲得チーム
| 年   | EFL Award Winners |
| 2019 | オランダ          |
| 2018 | ルーマニア        |
| 2017 | デンマーク        |
| 2016 | デンマーク        |
| 2015 | クロアチア        |
| 2014 | ニュージーランド  |
| 2013 | インドネシア      |
| 2012 | リトアニア        |
| 2011 | オランダ          |
| 2010 | オランダ          |
| 2009 | 大韓民国          |
| 2008 | スロベニア        |
| 2007 | スロベニア        |
| 2006 | 大韓民国          |
| 2005 | スロベニア        |

「Online World Schools Debating Championships 2020」では、EFL内の最優秀チームにルーマニアが選ばれている。

## Best New Team 賞
初めて大会に参加する国や地域が多数ある年度においては、「Best New Team Award」がそれらの国の中で高順位を獲得した国の中から一つ選ばれるようになっている。
| 年   | Best New Team    |
| 2019 | オマーン         |
| 2018 | 北アイルランド   |
| 2017 | ベトナム         |
| 2016 | ルワンダ         |
| 2015 | バーレーン       |
| 2014 | マカオ           |
| 2013 | -                |
| 2012 | スワジランド     |
| 2011 | バルバドス       |
| 2010 | アラブ首長国連邦 |
| 2009 | タイ             |

2020年の「Online World Schools Debating Championships」のジョイントチームの中で最も高い評価を得たのはナミビアとブラジルのジョイントチームであった。